# Zamek (Unternehmen)
Die Zamek Nahrungsmittel GmbH & Co. KG (kurz Zamek) war ein nach ihrem Gründer Bernhard Zamek benanntes Unternehmen der Nahrungsmittelindustrie mit Sitz in Düsseldorf. 1932 als Hersteller von Brühwürfeln gegründet, produzierte das Unternehmen bis 2014 an zwei Standorten in Düsseldorf und Dresden unter anderem Suppen, Saucen, Brühen, Teigwaren und Fertiggerichte.

## Geschichte
Bernhard Zamek, der eigentlich Bahningenieur war, arbeitete zunächst bei der Firma Rheinmetall und war vorübergehend für die Energieversorgung der Stadt Düsseldorf zuständig. 1931 eröffnete er ein Café in der Düsseldorfer Innenstadt, wo ihm nach einiger Zeit die Idee kam, nicht nur Kaffee, sondern auch eine Brühe mit Brötchen anzubieten.
Von da an experimentierte Zamek etwa ein Jahr lang an einer idealen Rezeptur für einen Brühwürfel. Zur Portionierung desselben entwarf er eine Maschine, die aus der Brühmasse Würfel schnitt und diese anschließend in Aluminiumfolie verpackte. Da der Brühwürfel auf Messen und in Großküchen gut ankam, mussten bald größere Maschinen konstruiert werden, um die Produktion zu beschleunigen, womit auch bald der Absatz stieg. 1933 wurde der Brühwürfel patentiert.
Die 1961 gegründete Dr. Lange & Co. GmbH beliefert u. a. Lebensmitteldiscounter mit Fertigprodukten als Handelsmarken.
Das Unternehmen, das bis 2014 in der dritten Generation in Familienbesitz war, hat 332 Mitarbeiter, davon 227 in Düsseldorf und 105 in Dresden. Sein Hauptsitz hat das Unternehmen auf dem Gelände des 1936 übernommenen Seifen- und Waschmittelproduzenten Eureka in Düsseldorf. Dort werden Brühwürfel, Dosensuppen und weitere Fertiggerichte hergestellt.
2004 hatte das Unternehmen 150 Mio. Euro Umsatz und 600 Mitarbeiter. 2005 wurde aus Kostengründen die Herstellung eigener Konserven aufgegeben.
Das Geschäftsjahr 2011/12 ergab einen Verlust von 4,5 Mio. Euro bei einem Umsatz von 80,1 Mio. Euro.
Die aus insgesamt acht Unternehmen bestehende Zamek-Gruppe erzielte im Geschäftsjahr 2012/13 bei einem Umsatz von rund 74 Millionen Euro mehr als 10 Millionen Euro Verlust.
2013 wurden Vorkehrungen getroffen, das Werk wegen der günstigeren Löhne von Düsseldorf nach Polen zu verlegen. Die Verlagerung scheiterte allerdings am Geldmangel.
Von 2012 bis 2013 wurden Mittelstandsanleihen im Wert von 45 Mio. Euro aufgenommen. Die Anleihen wurden bereits 2012 von der Wirtschaftswoche kritisch bewertet.
Am 25. Februar 2014 wurde bekannt, dass die Zamek Nahrungsmittel GmbH & Co. KG beim Amtsgericht Düsseldorf ein Insolvenzverfahren in Eigenverwaltung beantragt hat. Zur gleichen Zeit wurden Anträge für die Günther Zamek Produktions- und Handelsgesellschaft mbH & Co. KG, die Zamek Nahrungsmittel Dresden GmbH und die Dr. Lange & Co. GmbH gestellt. Gleichzeitig wurden Anträge für weitere Gesellschaften angekündigt.
Da sich Gläubiger und Geschäftsführung nicht über das weitere Sanierungsvorgehen einigten, genehmigte das Amtsgericht Düsseldorf im Juni 2014 die Aufhebung der Eigenverwaltung und bestellte einen Insolvenzverwalter zur Führung der Geschäfte. Ende November 2014 unterzeichnete die Frankfurter Investmentgesellschaft Dricon Capital AG eine Übernahmevereinbarung für die drei operativen Tochterunternehmen der Zamek-Gruppe. Ein Drittel der 180 Mitarbeiter in Düsseldorf wurde übergangsweise bei einer Beschäftigungsgesellschaft angestellt. Die Schweizer Hügli Holding, die zunächst als Favorit für die Zamek-Übernahme galt, kam nicht zum Zug. Für 2014 wurde ein Umsatz von 45 Mio. Euro angestrebt.
Die Staatsanwaltschaft ermittelt seit Frühjahr 2015 wegen Insolvenzverschleppung, weil 2012 und 2013 Anleihen im Wert von 45 Mio. Euro ohne Sicherheiten vergeben worden sein sollen.

## Sponsoring
Nach langjähriger Sponsortätigkeit bei der Düsseldorfer EG (Eishockey) trat Zamek vor allem von 1989/90 bis 1992/93 als Trikotsponsor des damaligen Fußball-Bundesligisten Fortuna Düsseldorf in Erscheinung.
Später wurde die Zamek Golftrophy in Kitzbühel gesponsert.